# Pomadasys schyrii
Pomadasys schyrii és una espècie de peix de la família dels hemúlids i de l'ordre dels cipriniformes que es troba a l'Equador.